# Стадіон для месоамериканської гри в м'яч

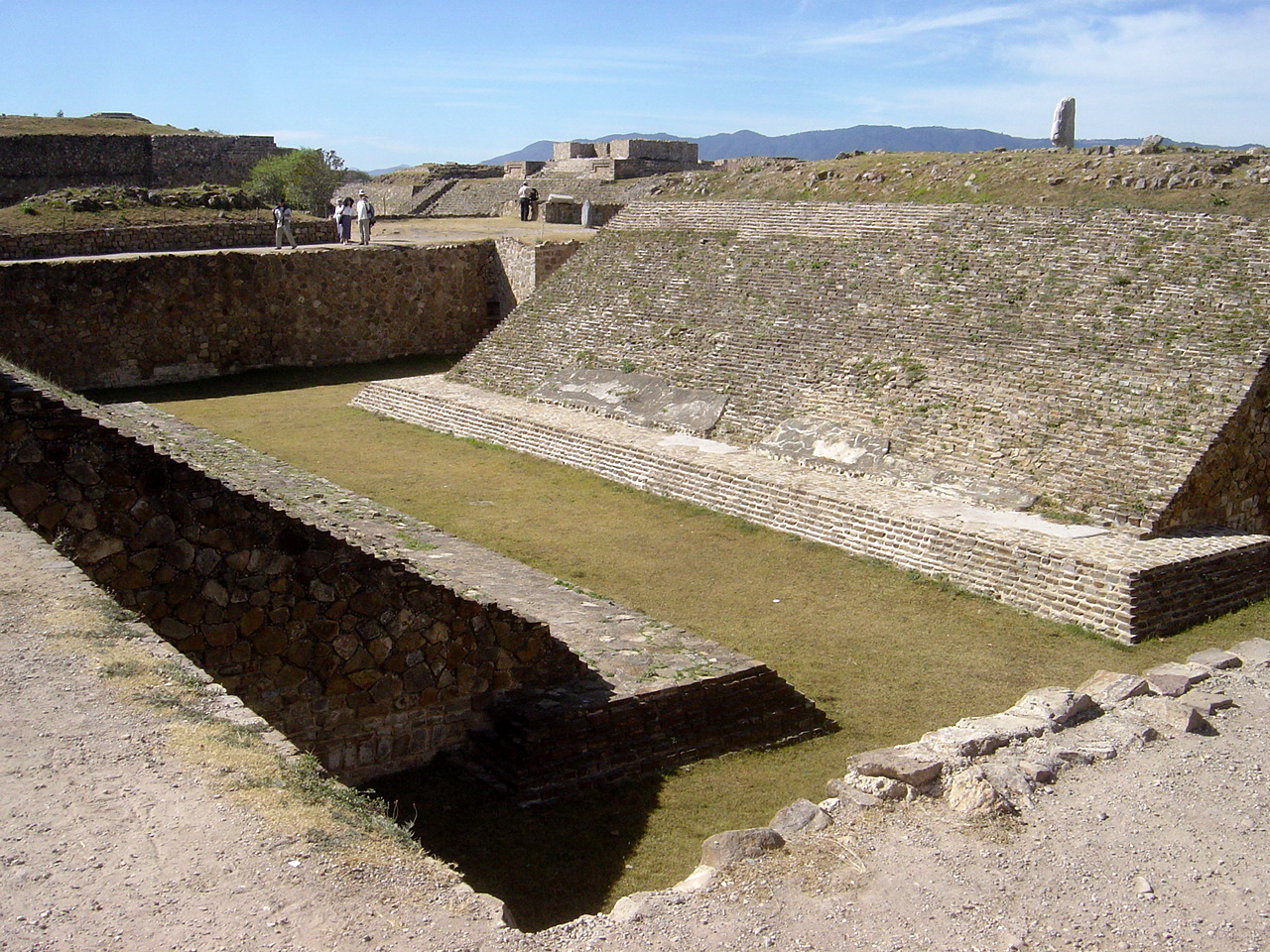
Стадіон для гри в м'яч, Монте-Албан.

Стадіо́н для месоамерика́нської гри в м'яч — кам'яна споруда, де індіанці грали в м'яч упродовж 2700 років. На території Мексики та Центральної Америки виявили понад 1300 стадіонів, причому 60% з них — за останні 20 років.
Окрім спортивних ігор на стадіонах відбувалися інші культурні та ритуальні заходи, музичні вистави та фестивалі. Вотивні предмети, закопані на головному стадіоні Теночтітлану — це маленькі свистульки, зозульки й тепонацтлі. На доколумбівських керамічних виробах із західної Мексики зображені змагання з боротьби, які проходили на стадіоні для гри в м'яч.

## Розташування

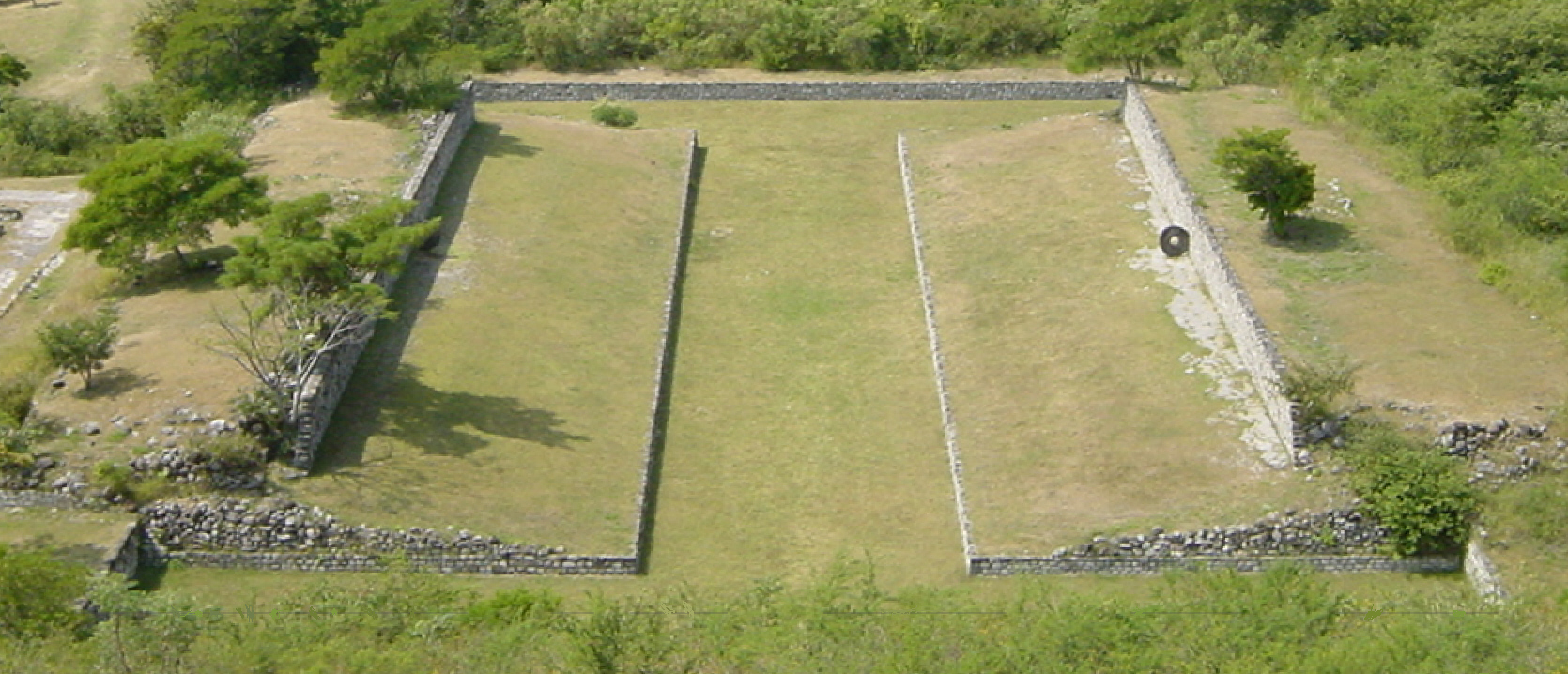
Стадіон в Шочикалко. Має форму літери, з боків на стінах розташовані кільця.

Доколумбівські стадіони для гри в м'яч знаходили на території всієї Месоамерики від Нікарагуа на півдні до штату Аризона на півночі, хоча їхнє розташування досить нерівномірне. Наприклад, у місті Ель-Тахін, який був центром класичної культури веракрус, є щонайменше 18 стадіонів, у той час як на півночі Чіапасу й на півночі низин мая їх зовсім небагато. Майданчики для гри в м'яч зовсім відсутні в деяких великих поселеннях, таких як Теотіуакан, Бонампак і Тортугуеро, хоча пов'язану з грою іконографію знайшли й у них.
Імовірно кількість стадіонів була ознакою децентралізації політичної та економічної могутності — в сильно централізованих державах, таких як імперія ацтеків, знайшли відносно небагато стадіонів, у той час як у районах слабких держав із різноманітними культурами, таких як Кантона, їх було набагато більше.
Стародавні міста, стадіони яких добре збереглися: Тікаль, Яшха, Копан, Ішимче, Монте-Альбан, Ушмаль, Мішко-В'єхо й Сакулеу.

## Розмір і форма
Розміри стадіонів були різними, проте їхня форма однакова — довгий вузький простір між горизонтальними й похилими стінами (зрідка вертикальними). Стіни були потиньковані і яскраво розфарбовані. Ранні версії стадіонів були відкриті з обох сторін, в пізніших моделях із боків добудовували стіни. Відношення довжини до ширини в середньому становить 4:1. Розміри стадіону в Тікалі (всього 16 на 5 м, найдрібніший зі знайдених) у шість разів менші за розміри Великого стадіону (англ. Grand Ballcourt) в Чичен-Іці.
У таблиці знизу показано розміри ігрового простору відомих стадіонів:
| Поселення                   | Культура           | Довжина, м | Ширина, м | Відношення довжини до ширини |
| --------------------------- | ------------------ | ---------- | --------- | ---------------------------- |
| Шочикалко                   | Шочикалько         | 51         | 9         | 5,7                          |
| Монте-Альбан                | Сапотеки           | 26         | 5         | 5,2                          |
| Ель-Тахін                   | Класичний Веракрус | 126        | 25        | 5,1                          |
| Чичен-Іца (Великий стадіон) | Мая                | 96         | 30,4      | 3,2                          |
| Тікаль                      | Мая                | 16         | 5         | 3,2                          |
| Яшчілан II                  | Мая                | 18         | 5         | 3,6                          |
| Тула (Мексика)              | Тольтеки           | 41         | 10        | 4,1                          |

### Стіни й поверхні

Порівняння поперечних перерізів деяких найбільш типових стадіонів для гри в м'яч.

На відміну від утоптаної земляної поверхні ігрового простору, стіни колишніх стадіонів були виготовлені з кам'яних блоків. Вони складалися з трьох або більше горизонтальних і похилих ділянок. Вертикальні поверхні зустрічаються рідше (вони почали замінювати скати лише в класичну епоху), але присутні на найбільших і найвідоміших стадіонах, у тому числі на Великому стадіоні в Чичен-Іці й на північному та південному стадіонах в Ель-Тахіні. Такі вертикальні поверхні покривалися рельєфними зображеннями, частіше за все вони показували сцени, пов'язані із жертвоприношеннями.

### Розташування в містах
Найбільші стадіони розташовувалися в центральних районах міста разом із пірамідами та іншими монументальними спорудами за одним єдиним правилом — вісь більшості месоамериканських міст була спрямована з півдня на північ з невеликим відхиленням на схід, тому стадіони розташовувалися або паралельно, або перпендикулярно цій осі.

## Кільця, роздільники та інші особливості

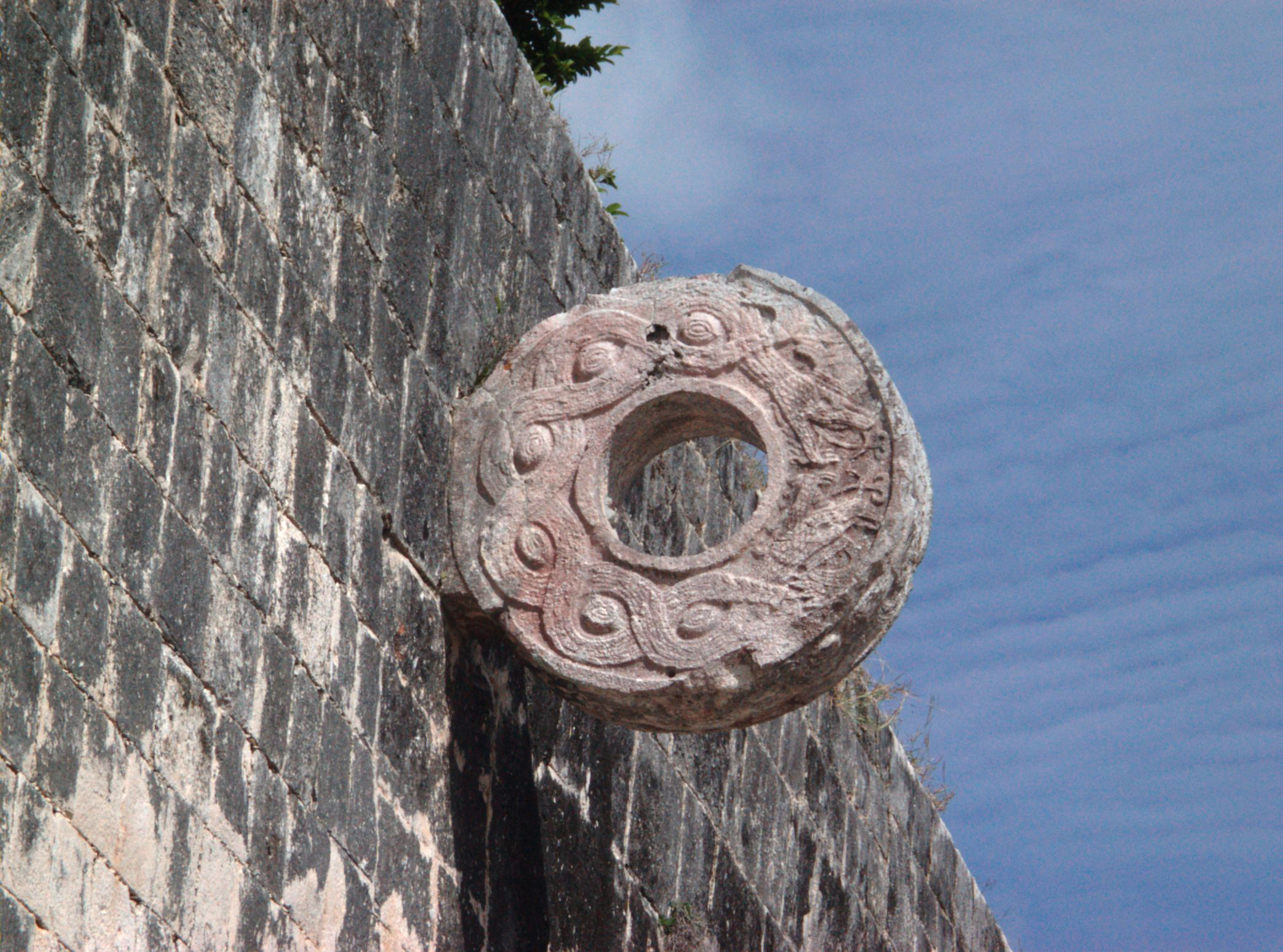
Кільце на стіні стадіону, Чичен-Іца.

Кам'яні кільця, розташовані на стінах у центрі ігрової зони з'явилися в кінці класичної доби. Оскільки гравцям було заборонено користуватися руками й ногами для удару по м'ячу, то, ймовірно, нечасто влучали в кільце. Внутрішній діаметр кільця не набагато перевищував розмір м'яча, та й розташовані вони були досить високо — в Чичен-Іці, наприклад, кільця знаходяться на висоті шести метрів, у Шочикалко — у верхній частині 11-метрової похилої стіни, на висоті трьох метрів над ігровим майданчиком
Як показано в ацтекських кодексах, під час гри також використовувалися засоби, які маркували поле та які ділили ігрову зону між командами. Одна лінія проходила по середині майданчика, ще дві розташовувалися біля стін або по центру двох половинок поля, як, наприклад, у Копані. На стадіоні в Монте-Альбані є тільки один маркер, розташований по середині ігрового поля.

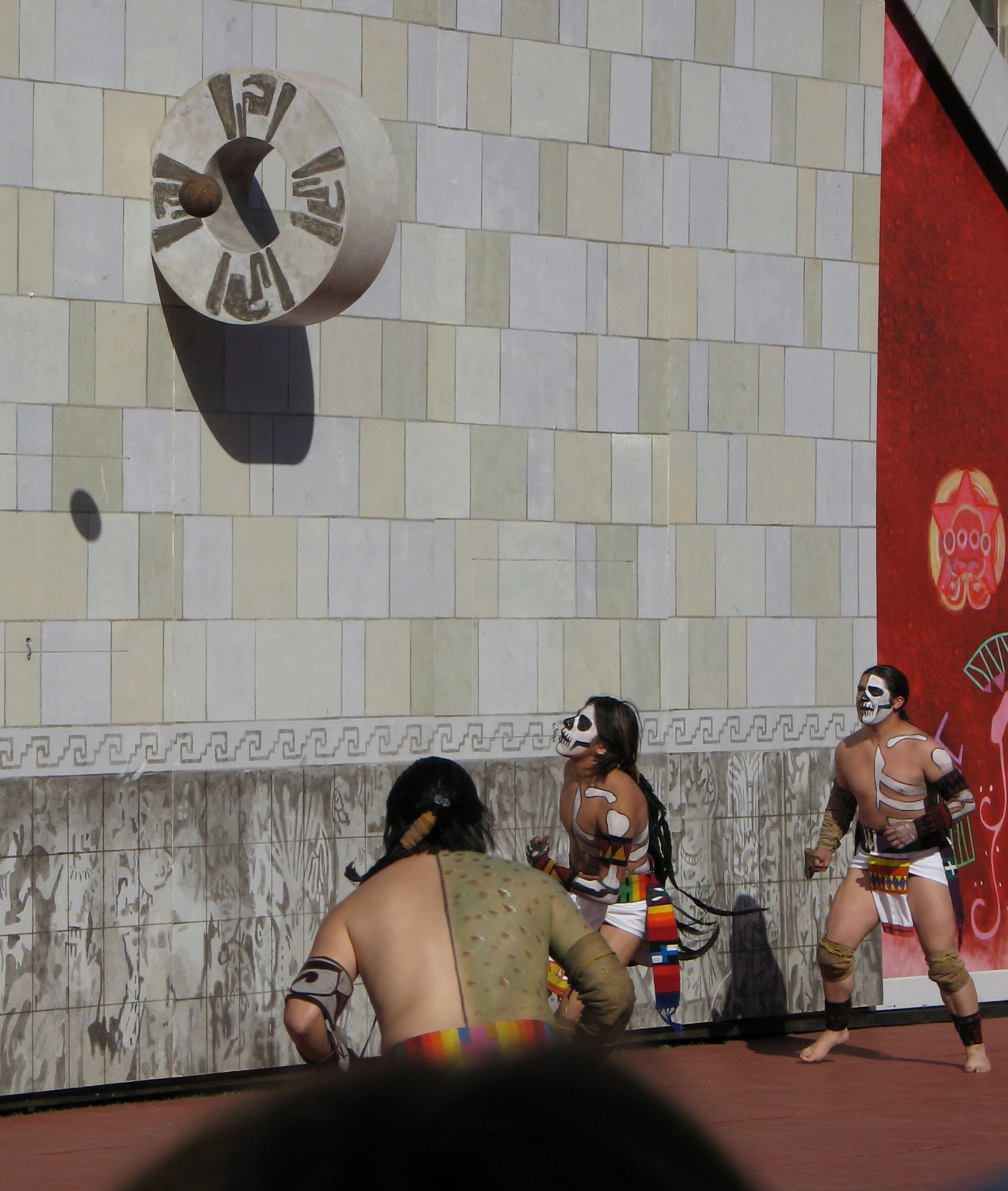
Сучасна реконструкція гри

На стадіоні також знаходилися різні кам'яні скульптури й стели. У Тоніні, наприклад, над похилою частиною стіни розташовані 6 монументів лежачих бранців, ще по двоє по центру й на кожному кінці карниза. Невеликі елементи стадіону, такі як кільця, маркери та скульптури легше вкрасти та знищити, ніж основні його частини, тому на деяких стадіонах цих елементів вже немає.

## Сходи Мая
На багатьох зображеннях гри, зроблених індіанцями мая, на задньому плані присутні сходинки. На деяких сходах мая також присутні зображення, пов'язані з грою в м'яч, найбільш відомі з них нанесено на Будову 33 в Яшчилані. На малюнках показані люди, що грають у м'яч зі стіною — аналог ступболу.
Зв'язок сходів із грою в м'яч до кінця не відомий. Є припущення, що подібні картини створювалися як історичні записи про різні версії гри, які відрізнялася від тих, що проводилися на стадіоні.